# مارك واتسون (لاعب كرة قاعدة)
مارك واتسون (بالإنجليزية: Mark Watson)‏ هو لاعب كرة قاعدة أمريكي، ولد في 23 يناير 1974 في أتلانتا في الولايات المتحدة.

## وصلات خارجية
- مارك واتسون على موقع الدوري الياباني لكرة القاعدة (الإنجليزية)
- مارك واتسون على موقعبيزبول رفرنس.كوم (الدوري الرئيسي) (الإنجليزية)
- مارك واتسون على موقع مشجعي الرسوم البيانية (الإنجليزية)